# مركز التحكم (أبل)
مركز التحكم (بالإنجليزية: Control Center)‏ هو ميزة من ميزات أنظمة التشغيل آي أو إس، آي باد أو إس، ماك أو إس، وفيجن أو إس من أبل. تم تقديمه كجزء من آي أو إس 7 الذي تم إصداره في 18 سبتمبر 2013. في آي أو إس 7، يحل محل صفحات التحكم الموجودة في الإصدارات السابقة. يمنح أجهزة آي أو إس وآي باد أو إس إمكانية الوصول المباشر إلى الإعدادات المهمة للجهاز عن طريق التمرير لأسفل من الزاوية اليمنى العليا على آيفون إكس والإصدارات الأحدث، وعلى جميع طرز آي باد بدءًا من آي أو إس 12 أو آي باد أو إس، مع استخدام الطرز السابقة للتمرير من أسفل الشاشة. إنه مشابه لتعديل إس بي إعدادات (بالإنجليزية: SBSettings)‏ لكسر حماية آي أو إس. تمت إضافة مركز التحكم أيضًا إلى أجهزة ماك في ماك أو إس 11 بيغ سور، الذي تم إصداره في 12 نوفمبر 2020.

## الاستخدام

### آي أو إس وآي باد أو إس
يتيح مركز التحكم لمستخدمي آي أو إس وآي باد أو إس الوصول السريع إلى عناصر التحكم والتطبيقات المستخدمة بشكل شائع. من خلال التمرير لأعلى من أي شاشة – بما في ذلك شاشة القفل (إذا تم ضبط مركز التحكم للوصول إليه من شاشة القفل) – يمكن للمستخدمين القيام بأشياء مثل تشغيل وضع الطيران، وتشغيل واي فاي أو إيقاف تشغيله، وضبط سطوع الشاشة، وحجم النص، وغيرها من الوظائف الأساسية المماثلة للجهاز.
منذ نظام التشغيل آي أو إس 7، تم تضمين وظيفة مصباح يدوي مدمجة لتشغيل فلاش إل إي دي الخاص بالكاميرا الخلفية كمصباح يدوي. تتوفر ميزة المصباح اليدوي فقط على آيفون وآي بود تاتش وآي باد برو. بدءًا من نظام التشغيل آي أو إس 9.3، أصبح تبديل التحول الليلي متاحًا من خلال مركز التحكم على جميع طرز آيفون وآي باد توتش وآي باد التي تحتوي على شريحة أبل إيه 7 أو أحدث.
يتم تقديم وظائف أخرى، مثل القدرة على تشغيل أو إيقاف تشغيل البلوتوث وعدم الإزعاج؛ وقفل اتجاه الشاشة؛ وتشغيل أغنية أو إيقافها مؤقتًا أو تخطيها، ومعرفة ما يتم تشغيله؛ والاتصال بالأجهزة التي تدعم ايربلاي؛ والوصول بسرعة إلى تطبيقات الساعة والآلة الحاسبة والكاميرا. يمكن للمستخدمين أيضًا الوصول إلى آير دروب، الذي كان متاحًا سابقًا فقط على أجهزة ماك وأُضيف حديثًا إلى طرز الآيفون والآي باد والآي بود تاتش باستخدام موصل البرق [الإنجليزية] في آي أو إس 7، كطريقة لنقل الملفات بين أجهزة أبل.

### ماك أو إس
تم تقديم مركز التحكم على ماك أو إس مع نظام التشغيل ماك أو إس 11 بيغ سور في عام 2020، ويمنح المستخدمين وصولاً سريعًا إلى العديد من إعدادات مستوى النظام مثل واي فاي وبلوتوث وآير دروب، بالإضافة إلى سطوع الشاشة ومستوى صوت النظام. توجد أيقونة مركز التحكم على الجانب الأيمن من شريط القائمة.

### فيجن أو إس
تم إطلاق منصة الحوسبة المكانية من أبل مع مركز التحكم، مما يوفر الوصول إلى إعدادات مماثلة لتلك الموجودة في آي أو إس، بالإضافة إلى ميزات خاصة بفيجن أو إس مثل وصول المستخدم الضيف، والشاشة الافتراضية لجهاز ماك، ووضع السفر.

## التصميم

### آي أو إس
في نظام التشغيل آي أو إس 7 وحتى آي أو إس 9، كان مركز التحكم يتميز بلوحة منزلقة من صفحة واحدة مع خلفية ضبابية، والتي وفرت طبقة من الشفافية فوق المحتوى أدناه. ظل التصميم في معظمه كما هو، باستثناء بعض التغييرات الصغيرة العرضية. ونظرًا للموارد المكثفة اللازمة لإنشاء تأثير ضبابي، فإن أجهزة آيفون 4 وآي باد 2 وآي باد 3 لا تتميز بخلفية شفافة، بل تتميز بدلاً من ذلك بخلفية رمادية مع شفافية طفيفة دون ضبابية.
في نظام التشغيل آي أو إس 10، تحول مركز التحكم إلى تصميم يشبه البطاقة مع خلفية بيضاء، وتم فصله إلى ثلاث بطاقات منفصلة يمكن الوصول إليها عن طريق التمرير أفقيًا. تتكون البطاقة الأولى من عناصر التحكم الرئيسية في الجهاز، مثل واي فاي وبلوتوث وممنوع الإزعاج، بينما تم تخصيص الصفحة الثانية لعناصر التحكم في الوسائط، والصفحة الثالثة للتحكم في الأجهزة التي تدعم هوم كيت والمرتبطة بتطبيق هوم.
حصل مركز التحكم على إعادة تصميم كبيرة في نظام التشغيل آي أو إس 11، مما أدى إلى توحيد صفحاته المختلفة في صفحة واحدة والسماح للمستخدمين بلمس ثلاثي الأبعاد [الإنجليزية] (أو الضغط لفترة طويلة على الأجهزة التي لا تحتوي على لمس ثلاثي الأبعاد) والرموز للخيارات الإضافية، وتسمح أشرطة التمرير الرأسية للمستخدمين بضبط مستوى الصوت والسطوع. يمكن تخصيص مركز التحكم عبر تطبيق الإعدادات، ويسمح بعرض مجموعة أوسع من ميزات الإعدادات، بما في ذلك الخدمة الخلوية، ووضع الطاقة المنخفضة، واختصار لتطبيق الملاحظات.
في عام 2018، تم إصدار آي أو إس 12، والذي جلب معه بعض الإضافات الجديدة إلى مركز التحكم، مع تحديث ميزة عدم الإزعاج للسماح باللمس ثلاثي الأبعاد أو الضغط لفترة طويلة على الرمز للوصول إلى قائمة من فترات زمنية محددة مسبقًا لجلسة عدم الإزعاج. مع إصدار آي أو إس 14 وآي باد أو إس 14 لعام 2020، تلقى مركز التحكم بعض الإضافات الجديدة الأخرى، مثل تتبع النوم والتعرف على الصوت وتبديل شازام. بينما في عام 2021، تلقى مركز التحكم خيار تركيز جديد وخيار سطوع لوحة المفاتيح الجديد في آي أو إس 15 وآي باد أو إس 15. وفي عام 2022، في آي أو إس 16 وآي باد أو إس 16، دمجت ميزة التعرف على الصوت شازام في مركز التحكم تاريخها مع تاريخ تطبيق شازام الرئيسي، بدلاً من فصل التاريخين.
خلال مؤتمر مؤتمر أبل العالمي للمطورين 2024، تم الإعلان عن إضافة إصدار جديد من مركز التحكم إلى آي أو إس 18 وآي باد أو إس 18. تم تجديد مركز التحكم الجديد بتصميم جديد يتميز بمزيد من الأزرار وعناصر التحكم الدائرية. كما يحتوي الآن على صفحات متعددة لفئات مختلفة من عناصر التحكم، وعناصر تحكم منفصلة للاتصال والوسائط والصفحة الرئيسية وعناصر التحكم المفضلة للمستخدم وحتى خيار لإنشاء مجموعات أو صفحات جديدة مخصصة للمستخدم. كما يسمح بتحرير حجم كل عنصر تحكم (باستثناء شريطي التحكم في مستوى الصوت والسطوع، من بين أمور أخرى) باستخدام «وضع الاهتزاز» المماثل لتحرير الشاشة الرئيسية لجهاز آيفون وآي باد. يوجد أيضًا زر «+» صغير في الجزء العلوي الأيسر يسمح بفتح معرض عناصر التحكم وإضافة المزيد من عناصر التحكم، بما في ذلك عناصر تحكم الطرف الثالث لتطبيقات معينة.

### فيجن أو إس
في نظام التشغيل فيجن أو إس 1، يمكن الوصول إلى مركز التحكم من خلال النظر إلى الأعلى وتحديد أيقونة مركز التحكم (شكل شيفرون متجه لأسفل) التي تظهر في الجزء العلوي من عرض المستخدمين. في نظام التشغيل فيجن أو إس 2، تم استبدال الوصول إلى مركز التحكم بإيماءة يد جديدة.

## الاستقبال
تلقى مركز التحكم مراجعات إيجابية بشكل عام. وعلى النقيض من اضطرار المستخدم إلى الوصول إلى تطبيق الإعدادات لتغيير معظم التفضيلات، يعتقد داريل إيثرينغتون من تك كرانش أن «فصل [مركز التحكم] عن تلك الوظيفة وجعلها متاحة عبر واجهة مستخدم آي أو إس من خلال التمرير البسيط لأعلى من الأسفل يعد تحسنًا كبيرًا حقًا».
تم انتقاد تحديث آي أو إس 11 لتغيير طريقة عمل الأزرار الخاصة بشبكة واي فاي وبلوتوث؛ وبشكل أكثر تحديدًا، كانت الأزرار تفصل الأجهزة عن شبكة واي فاي أو بلوتوث، مع ترك أجهزة الراديو قيد التشغيل. ذكرت مؤسسة التخوم الإلكترونية الإلكترونية أن هذا التغيير لا يضر بعمر البطارية فحسب، بل كان سيئًا أيضًا للأمان، ووصفت الأزرار بأنها تعمل على إيقاف تشغيل شبكة واي فاي وبلوتوث (باللون الرمادي، ولكن ليس مشطوبًا، كما سيبدو إذا تم إيقاف تشغيلها مباشرة من تطبيق الإعدادات)، بالإضافة إلى انتقاد استئناف الاتصالات في الساعة 5:00 صباحًا كل يوم.

## وصلات خارجية
- مركز التحكم على أبل (بالإنجليزية)
- مركز التحكم على موقع واي باك مشين (نسخة محفوظة 1 نوفمبر 2013) (بالإنجليزية)